# Terry Gou
Gou Tai-ming, (traditionell kinesiska: 郭台銘, förenklad kinesiska: 郭台铭, pinyin: Guō Táimíng), (använder dock namnet Terry Gou), född 18 oktober 1950, är en taiwanesisk företagsledare som är grundare, styrelseordförande och vd för världens största kontraktstillverkningsföretag Hon Hai Precision Industry Co., Ltd. (Foxconn Technology Group) sedan 20 februari 1974.
Den amerikanska ekonomiskriften Forbes rankar honom till den tredje rikaste taiwanesen och världens 208:e rikaste med en förmögenhet på $6,7 miljarder för 24 november 2014.